# Gamma Doradus
Gamma de la Dorade
Désignations
Gamma Doradus (γ Doradus / γ Dor) est la troisième étoile la plus brillante de la constellation de la Dorade. Sa magnitude apparente est d'environ 4,25 et c'est une étoile variable, le prototype des étoiles variables de type Gamma Doradus. Ces étoiles, comme γ Doradus, sont des variables pulsantes dont la luminosité varie de moins d'un dixième de magnitude à cause d'oscillations d'onde de gravité non radiales. La magnitude de γ Doradus présente deux variations sinusoïdales avec des périodes d'environ 17,6 et 18,2 heures. Elle présente également des fluctuations supplémentaires inexpliquées et apparemment aléatoires. D'après la mesure de sa parallaxe annuelle par le satellite Gaia, l'étoile est située à ∼ 66,6 a.l. (∼ 20,4 pc) de la Terre.